# M-511
La M-511 es una carretera de la Red Principal de la Comunidad de Madrid. Con una longitud de 4,7 km, une las carreteras M-502 y M-501 a través del barrio de Aluche y la Ciudad de la Imagen.

## Historia
Esta carretera antiguamente continuaba hasta Villaviciosa de Odón, donde desembocaba en la M-501, pero después de su desdoblamiento, y al no poder denominar como autovía el antiguo tramo de la M-501 debido a la falta de espacio, se consideró el renombrar el tramo de la M-511 como M-501 para proseguir su trazado original pasado Villaviciosa, y el antiguo tramo de la M-501 denominarlo M-506, alargando su recorrido desde la urbanización de Campodón hasta el cruce con la nueva M-501. El tramo desde Campodón hasta Alcorcón se ha reconvertido en la Avenida de San Martín de Valdeiglesias;[cita requerida] por lo que el tramo actual de la M-511 se encuentra entre Aluche y el cruce con la M-40.

## Tráfico
En 2011 registró un tráfico promedio de 26.943 vehículos diarios, siendo un 6 por ciento de los mismos vehículos pesados.